# Dembińscy herbu Rawicz

herb Rawicz

Dembińscy – ród szlachecki herbu Rawicz. Nazwisko wzięli od miejscowości Dembiany (obecnie: Dębiany) niedaleko Skalbmierza, gdzie występują w źródłach w 1327 r. Pisali się również Dembieński, Dębiński i Dębieński. Z tego rodu pochodziło 5 senatorów (1564–1727), z czego dwóch kasztelanów krakowskich i jeden kanclerz.
Walenty Dembiński (zm. 15 października 1584), kasztelan krakowski, którego pomnik znajduje się w katedrze wawelskiej, był najsłynniejszym dostojnikiem tego rodu. Jan Nepomucen Dembiński, właściciel dóbr Nienadowa, otrzymał 2 sierpnia 1784, od cesarza Józefa II, dziedziczny tytuł hrabiowski w Galicji. Ostatnim męskim potomkiem tego rodu uprawnionym do używania tytułu był Eustachy Antoni Barnaba Dembiński (11 czerwca 1880 - 17 stycznia 1924), właściciel dóbr Rogi.

## Przedstawiciele rodu
- Walenty Dembiński